# Pseudocatolaccus digitariae
Pseudocatolaccus digitariae är en stekelart som beskrevs av Jean Risbec 1960. Pseudocatolaccus digitariae ingår i släktet Pseudocatolaccus och familjen puppglanssteklar.
Artens utbredningsområde är Madagaskar. Inga underarter finns listade i Catalogue of Life.